# Élesfalu
Koordináták: é. sz. 48,2811°, k. h. 18,7447°48.281100°N 18.744700°E
Elesfalu vagy Élesfalu (szlovákul: Jalakšová) Bát településrésze, korábban önálló falu Szlovákiában, a Nyitrai kerület Lévai járásában.

## Fekvése
Lévától 13 km-re északkeletre, a Selmec patak bal partján fekszik.

## Története
1381-ben "Elekusfolua" néven említik, neve az Elek személynévből származik és egykori birtokosára utalhat.
Vályi András szerint "ÉLESFALU. Elegyes magyar, és tót falu Hont Vármegyében, földes Ura Hertzeg Eszterházy Uraság, lakosai katolikusok, fekszik Ipoly vize mellett, Kis Keszivel által ellenben, Báthoz közel, ’s ennek filiája, Határbéli földgyeit a’ záporok járják, de tsak egy kis részét, másként mindene első osztálybéli, Bátnak szomszédságában van, első Osztálybéli."
Fényes Elek szerint "Élesfalu, (Jalaksova), Hont m. tót falu, Báthoz 1/4 mfd., 80 kath., 72 ev. lak. F. u. h. Eszterházy. Ut. p. Bát."
A trianoni békeszerződésig Hont vármegye Báti járásához tartozott.

## Népessége
1880-ban 207 lakosából 185 szlovák, 2 magyar, 2 német és 10 egyéb anyanyelvű volt. Ebből 153 evangélikus, 51 római katolikus, 2 izraelita és 1 református  vallású volt.
1890-ban 192 lakosából 173 szlovák, 6 magyar, 1 német és 12 egyéb anyanyelvű volt.
1900-ban 196 lakosából 191 szlovák, 2 német és 12 egyéb anyanyelvű volt.
1910-ben 193 lakosából 141 szlovák, 30 magyar és 22 egyéb anyanyelvű volt. Ebből 122 evangélikus és 71 római katolikus vallású volt.
1921-ben 211 lakosa mind csehszlovák volt.
1930-ban 248 lakosából 247 csehszlovák és 1 magyar volt. Ebből 125 evangélikus, 122 római katolikus és 1 görög katolikus vallású volt.